# Super Bowl XLIII
Super Bowl XLIII var den 43. udgave af Super Bowl, finalen i den amerikanske football-liga NFL. Kampen blev spillet 1. februar 2009 på Raymond James Stadium i Tampa og stod mellem AFC-vinderne Pittsburgh Steelers og NFC-mestrene Arizona Cardinals. Pittsburgh vandt opgøret 27-23.
Kampen blev først afgjort i sidste minut, da Steelers wide receiver Santonio Holmes greb det afgørende touchdown fra quarterback Ben Roethlisberger. Forud var gået en dramatisk kamp, hvor Cardinals havde lavet et comeback, der med kun 2 et halvt minut tilbage bragte dem i sejrsposition. Kampens MVP (mest værdifulde spiller), blev også Santonio Holmes.
Kampens pauseunderholdning blev leveret af den amerikanske rocklegende Bruce Springsteen.